# Jan Gałeczka
Jan Gałeczka (ur. 1766 w Mochowie koło Głogówka, zm. 14 marca 1845 w Łabędach) – polski ksiądz katolicki, działacz narodowy, wydawca, założyciel pierwszej polskiej drukarni na Górnym Śląsku.

## Życiorys
Ksiądz Jan Gałeczka urodził się w Mochowie, górnośląskiej wsi należącej do paulinów. Ojciec Jana zajmował się warzeniem piwa. Przyszły kapłan ukończył studia teologiczne we Wrocławiu, tam też przyjął święcenia kapłańskie. Pracował najpierw w Lublińcu, następnie w Byczynie i w Oleśnie.
Gałeczka był nauczycielem, inspektorem szkolnym oraz popularyzatorem literatury narodowej wśród młodzieży. Wywarł wpływ na młodego Józefa Lompę, gdy, będąc proboszczem w Oleśnie, kupował i rozdawał młodzieży książki. Ks. Gałeczka w 1801 założył dla własnych potrzeb, związanych ze szkolnictwem, pierwszą polską drukarnię na Górnym Śląsku. Kapłan ten jest też autorem pieśni religijnych, m.in. śpiewanej do dzisiaj Przed Tobą upadamy, Boże - Stwórco nasz i Panie. Po 1808 aż do śmierci w 1845 ks. Gałeczka był proboszczem w Łabędach.